# レゲ・イーヴァスン
レゲ・イーヴァスン（デンマーク語: Rikke Iversen、1993年5月18日 - ）はデンマークのハンドボール選手。
ニュクービン・ファルスタ・ハンドボルドクラブを経て、2014年よりスィルゲボー＝ヴォールKFUMに所属。ハンドボールデンマーク女子代表にも選出され、U-20代表としてシンガポールユースオリンピックで金メダルを獲得、フル代表で2017年世界女子ハンドボール選手権にも出場している 。
姉はハンドボールデンマーク女子代表にも選出されたサーラ・イーヴァスン。